# Idrætscenter Vest
Idrætscenter Vest er et sportscenter i det vestlige Holstebro i Danmark, der bliver brugt til håndbold, fodbold, gymnastik, dans, amerikansk fodbold, karate, billiard og bueskydning. Hallen var tidligere hjemmebane for Håndboldliga-klubben Team Tvis Holstebro. De er nu flyttet til Gråkjær Arena. 
Det var oprindeligt planlagt at kvindehåndboldklubben Holstebro Håndbold skulle spille i Idrætscenter Vest, efter de brød ud af TTH i 2020. Men i sidste øjeblik valgte de i stedet Gråkjær Arena, da den havde bedre faciliteter for sponsorer.
I år 2015 blev centret moderniseret med springcenter og ny foyer med tilhørende kiosk. Desuden fik centret to nye bevægelsessale, som bruges af diverse danseforeninger.
Der er ligeledes tilknyttet 14 4-mandsværelser til centret, hvor alle kan leje sig ind. 
Anlægget indeholder også 16 baner til udendørs fodbold, en kunstgræsbane og udendørs bueskydebaner.